# Etten-Leur (przystanek kolejowy)
Etten-Leur – przystanek kolejowy w Etten-Leur, w prowincji Brabancja Północna, w Holandii. Został otwarty 11 grudnia 1854 roku. Od 15 maja 1938 roku do 1 maja 1940 roku oraz od 25 września 1940 roku do 30 maja 1965 roku obiekt był wyłączony z eksploatacji. Przystanek położony jest na linii łączącej Roosendaal z Bredą. Jest to jedyny przystanek pomiędzy stacjami krańcowymi na tej linii.